# Akadémiai Értesítő
Az Akadémiai Értesítő a Magyar Tudományos Akadémia hivatalos közlönye. A Magyar Tudományos Akadémia működésével, tagságával, intézményeivel és adminisztrációjával kapcsolatos jogszabályok, határozatok, közlemények és pályázatok közlésével foglalkozik. Évi 12 füzet jelenik meg egy kötetben.
1840-1955 között a Magyar Tudományos Akadémia folyóiratot adott ki ezen a címen, ennek folytatása 1956-tól a Magyar Tudomány. 1952-től indul az Akadémiai Közlöny, az MTA hivatalos közlönye, ami 1991-től Akadémiai Értesítő címen jelenik meg.

## Ajánlott irodalom
- Az Akadémiai Értesítő és a Magyar Tudomány indexe 1840–1970. A-L. Szerk. Darabos Pál és Domsa Károlyné. Bp. 1975. 473 p.
- Az Akadémiai Értesítő és a Magyar Tudomány indexe 1840–1970. M-R. Szerk. Darabos Pál és Domsa Károlyné. Bp. 1975. 475-846. p.
- Az Akadémiai Értesítő és a Magyar Tudomány indexe 1840–1970. S-Z. Repertórium 1840–1970. Szerk. Darabos Pál és Domsa Károlyné. A repertóriumot összeáll. Pétervári Lászlóné és Sz[abóné] Garai Judit. Bp. 1975. 847-1242. p.